# Copa del Rey de voleibol
La Copa del Rey de voleibol es la segunda competición española en importancia, aunque es la más antigua. La competición se inicia en la temporada 1950-51 bajo la denominación de Campeonato de España, Copa del Generalísimo, hasta el año 1976. Cuando se establece su actual denominación de Copa del Rey. El título se obtiene en propiedad si se ha ganado o bien tres veces consecutivas o cinco veces alternas desde la última concesión. El C.D. Hispano Francés (1968), Atlético Madrid (1972), Real Madrid (1978 y 1981), Son Amar Palma (1988), Club Voleibol Calvo Sotelo (1993), Club Voleibol Almería (2000) y Club Voleibol Teruel (2013) la tienen en propiedad.

## Sistema de competición
Torneo del K.O con "doble final" (2000-2001, 2 ediciones)
Durante las dos ediciones simplemente se añadió un partido más al formato tradicional de ocho equipos. Además de los cuartos de final, las semifinales y las finales, se disputaron también partidos por el tercer y cuarto puesto. Un estilo de competición que no duró mucho y que pronto fue eliminado y vuelto a al anterior. Todo ello en una sede fija.
 Formato de ocho equipos (2002-2012, 11 ediciones)
Tras no agradar el modelo con el partido al tercer y cuarto puesto, el torneo volvió a su formato inicial donde los equipos iban por orden de clasificación a los cuartos de final (1.º-8.º, 2.º-7.º, 3.º-6.º y 4.º-5.º). Tras esa ronda estaban las semifinales y la final. Todo ello en una sede fija.
 Formato de seis equipos (2013-2020, 8 ediciones)
Debido a la gran crisis que azotaba a los equipos de voleibol de la élite y el abandono de muchos de ellos a disputar la Superliga, la dirección de la Real Federación Española de Voleibol (RFEVb) implantó un nuevo modelo de Copa. Desde la edición de 2013 se empezaron a jugar unos cuartos de final entre el anfitrión y los clasificados entre el 3.º y 5.º puesto. Los ganadores se enfrentarían a los dos primeros clasificados de la primera vuelta de la temporada regular. Un formato donde la competición dura un día menos y los dos primeros reciben trato diferencial por su rendimiento deportivo. Todo ello en una sede fija.
 Formato de ocho equipos (2021-actualidad, 1 edición)
El campeonato volvió a su formato previo donde los equipos iban por orden de clasificación a los cuartos de final (1.º-8.º, 2.º-7.º, 3.º-6.º y 4.º-5.º), aunque lo más importante fue que volvieron a participar los ocho primeros equipos en la primera vuelta. Tras esa ronda estaban las semifinales y la final. Todo ello en una sede fija.

## Historial
| Edición               | Año                   | Campeón                    | Resultado (Des.)      | Subcampeón               | Detalle                            | Lugar                 | Ref.                  |
| Copa del Generalísimo | Copa del Generalísimo | Copa del Generalísimo      | Copa del Generalísimo | Copa del Generalísimo    | Copa del Generalísimo              | Copa del Generalísimo | Copa del Generalísimo |
| --------------------- | --------------------- | -------------------------- | --------------------- | ------------------------ | ---------------------------------- | --------------------- | --------------------- |
| 1.ª                   | 1951                  | A.C.D. Bomberos            | 3 - 2                 | Canoe N.C. Madrid        | 15-5, 15-12, 13-15, 15-17, 15-7.   | Madrid                | [ 6 ] [ 7 ] [ 8 ]     |
| 2.ª                   | 1952                  | Club Piratas               |                       | A.C.D. Bomberos          |                                    | Barcelona             | [ 7 ]                 |
| 3.ª                   | 1953                  | C.D. Hispano Francés       |                       | Club Piratas             |                                    | Madrid                | [ 7 ]                 |
| 4.ª                   | 1954                  | Real Madrid C. F.          | 3 - 0                 | A.C.D. Bomberos          | 15-7, 15-14, 15-12.                | Madrid                | [ 9 ]                 |
| 5.ª                   | 1955                  | A. C. D. Bomberos          |                       | Real Madrid C. F.        |                                    | Barcelona             | [ 7 ]                 |
| 6.ª                   | 1956                  | Real Madrid C. F.          |                       | A.C.D. Bomberos          |                                    | Madrid                | [ 7 ]                 |
| 7.ª                   | 1957                  | A.C.D. Bomberos            | 3 - 1                 | Real Madrid C. F.        | ?                                  | Barcelona             | [ 7 ]                 |
| 8.ª                   | 1958                  | A.C.D. Bomberos            |                       | Real Madrid C. F.        |                                    | Madrid                | [ 7 ]                 |
| 9.ª                   | 1959                  | C. D. Hernán               |                       | C.D. Hispano Francés     |                                    | Barcelona             | [ 7 ]                 |
| 10.ª                  | 1960                  | Real Madrid C. F.          |                       | C.D. Hernán Barcelona    | ?                                  | Madrid                | [ 7 ]                 |
| 11.ª                  | 1961                  | C. A. Universitario Madrid |                       | Real Madrid C. F.        | ?                                  | Gijón                 | [ 7 ]                 |
| 12.ª                  | 1962                  | C. A. Universitario Madrid |                       | Real Madrid C. F.        |                                    | Lérida                | [ 7 ]                 |
| 13.ª                  | 1963                  | Picadero J.C. Barcelona    |                       | Real Madrid C. F.        | ?                                  | Bilbao                | [ 7 ]                 |
| 14.ª                  | 1964                  | C. D. Hispano Francés      | 3 - 1                 | Picadero J.C. Barcelona  |                                    | Zaragoza              | [ 7 ]                 |
| 15.ª                  | 1965                  | Picadero J.C. Barcelona    |                       | C.D. Hispano Francés     | ?                                  | Alicante              | [ 7 ]                 |
| 16.ª                  | 1966                  | C. D. Hispano Francés      |                       | Picadero J.C. Barcelona  | ?                                  | Córdoba               | [ 7 ]                 |
| 17.ª                  | 1967                  | C. D. Hispano Francés      | 3 - 0                 | Club Atlético Madrid     |                                    | Valladolid            | [ 10 ]                |
| 18.ª                  | 1968                  | C. D. Hispano Francés      | 3 - 1                 | C.D. Hispano Júnior      | ?                                  | Barcelona             | [ 7 ]                 |
| 19.ª                  | 1969                  | Real Madrid C. F.          | 3 - 1                 | A.D. Esmena Gijón        | 15-11, 15-8, 9-15, 15-12.          | Gijón                 | [ 11 ]                |
| 20.ª                  | 1970                  | Club Atlético Madrid       | 3 - 2                 | C.D. Hispano Francés     |                                    | Madrid                | [ 7 ]                 |
| 21.ª                  | 1971                  | Club Atlético Madrid       | 3 - 2                 | Real Madrid C. F.        | ?                                  | Madrid                | [ 7 ]                 |
| 22.ª                  | 1972                  | Club Atlético Madrid       | 3 - 0                 | C.D. Hispano Francés     | 15-6, 15-11, 15-3                  | Cáceres               | [ 12 ]                |
| 23.ª                  | 1973                  | Real Madrid C. F.          | 3 - 1                 | Atlético Madrid Voleibol | 11-15, 15-5, 15-3, 15-2.           | Cuenca                | [ 13 ]                |
| 24.ª                  | 1974                  | Club Atlético Madrid       | 3 - 1                 | Real Madrid C. F.        | 15-11, 15-9, 12-15, 15-9.          | Sevilla               | [ 14 ]                |
| 25.ª                  | 1975                  | Club Atlético Madrid       | 3 - 1                 | Real Madrid C. F.        |                                    | Vitoria               | [ 15 ]                |
| Copa del Rey          |                       |                            |                       |                          |                                    |                       |                       |
| 26.ª                  | 1976                  | Real Madrid C. F.          | 3 - 0                 | Club Atlético Madrid     | 15-8, 15-11, 15-4                  | Lugo                  | [ 16 ]                |
| 27.ª                  | 1977                  | Real Madrid C. F.          | 3 - 2                 | C.V. Sant Cugat          |                                    | Huesca                | [ 6 ]                 |
| 28.ª                  | 1978                  | Real Madrid C. F.          | 3 - 0                 | C.V. Sant Cugat          | 15-7, 16-14, 15-8.                 | Las Palmas            | [ 17 ]                |
| 29.ª                  | 1979                  | Real Madrid C. F.          | 3 - 0                 | Industriales Madrid      | 15-4, 15-8, 15-3                   | Lérida                | [ 18 ]                |
| 30.ª                  | 1980                  | Real Madrid C. F.          | 3 - 2                 | C.V. Salesianos Atocha   | 15-6, 15-11, 10-15, 10-15, 15-2    | Burgos                | [ 19 ]                |
| 31.ª                  | 1981                  | Real Madrid C. F.          | 3 - 0                 | C. V. Son Amar           | 15-12, 15-13, 15-8                 | Palma de Mallorca     | [ 20 ]                |
| 32.ª                  | 1982                  | C. V. Son Amar             | 3 - 2                 | Real Madrid C. F.        |                                    | Badajoz               | [ 6 ]                 |
| 33.ª                  | 1983                  | Real Madrid C. F.          | 3 - 1                 | C.V. Son Amar            |                                    | Valladolid            | [ 6 ]                 |
| 34.ª                  | 1984                  | C.V. Son Amar              | 3 - 1                 | Sanitas C.V.             | 15-3, 13-15, 15-8, 15-13           | Granada               | [ 21 ]                |
| 35.ª                  | 1985                  | Sanitas C.V.               | 3 - 2                 | C.V. Salesianos Atocha   | 10-15, 9-15, 15-12, 15-13, 15-13.  | Oviedo                | [ 22 ]                |
| 36.ª                  | 1986                  | C.V. Son Amar              | 3 - 1                 | C.V. Salesianos Atocha   | 11-15 15-7 15-3 15-2               | Dos Hermanas          | [ 23 ]                |
| 37.ª                  | 1987                  | C.V. Son Amar              | 3 - 0                 | C.V. Salesianos Atocha   | 15-10, 15-6, 15-4                  | Palma de Mallorca     | [ 24 ]                |
| 38.ª                  | 1988                  | C.V. Palma                 | 3 - 0                 | C.V. Guaguas Las Palmas  | 15-6, 15-7, 15-6                   | Palma de Mallorca     | [ 25 ]                |
| 39.ª                  | 1989                  | C.V. Guaguas Las Palmas    | 3 - 1                 | C.V. Palma               | 15-10, 11-15, 15-5, 15-8           | Las Palmas            | [ 26 ]                |
| 40.ª                  | 1990                  | C.V. Palma                 | 3 - 2                 | C. Atántica Canaria      | 12-15, 15-13, 10-15, 15-7, 15-12   | Palma de Mallorca     |                       |
| 41.ª                  | 1991                  | C.S. Gran Canaria          | 3 - 0                 | C.V. Cisneros            | 15-8, 15-8, 15-10                  | Murcia                | [ 27 ]                |
| 42.ª                  | 1992                  | C.V. Gran Canaria          | 3 - 0                 | C.V. Andorra             | 15-6, 15-12, 15-9                  | Las Palmas            | [ 28 ]                |
| 43.ª                  | 1993                  | C.S. Gran Canaria          | 3 - 2                 | C.V. Almería             | 2-15, 15-11, 12-15, 15-5, 20-18    | Murcia                |                       |
| 44.ª                  | 1994                  | C.V. San José Soria        | 3 - 2                 | C.S. Gran Canaria        | 15-12, 8-15, 6-15, 15-7, 15-12     | Soria                 |                       |
| 45.ª                  | 1995                  | C.V. Almería               | 3 - 0                 | C.S. Pepsi Gran Canaria  | 15-11,15-1, 17-16                  | El Ejido              |                       |
| 46.ª                  | 1996                  | C.S. Gran Canaria          | 3 - 2                 | C.V. San José Soria      | 3-15, 13-15, 16-14, 15-13, 15-11   | Las Palmas            |                       |
| 47.ª                  | 1997                  | C.S. Gran Canaria          | 3 - 2                 | C.V. Almería             | 3-15, 6-15, 15-8, 15-2, 15-12      | Las Palmas            |                       |
| 48.ª                  | 1998                  | C.V. Almería               | 3 - 0                 | C.V. San José Soria      | 15-8, 15-6, 15-5                   | Roquetas de Mar       |                       |
| 49.ª                  | 1999                  | C.V. Almería               | 3 - 0                 | C.V. Deportivo Malagueño | 25-19, 31-29, 25-21                | Calafell              |                       |
| 50.ª                  | 2000                  | C.V. Almería               | 3 - 2                 | C.D. Numancia Soria      | 25-22, 25-22, 26-28, 22-25, 16-14  | El Ejido              |                       |
| 51.ª                  | 2001                  | C.D. Numancia Soria        | 3 - 0                 | C.V. Deportivo Malagueño | 25-20, 25-20, 25-17                | Málaga                |                       |
| 52.ª                  | 2002                  | C.V. Almería               | 3 - 2                 | C.V. Deportivo Malagueño | 25-27, 25-21, 23-25, 25-21, 15-9   | Las Palmas            |                       |
| 53.ª                  | 2003                  | C.V. Elche                 | 3 - 1                 | C.V. Deportivo Malagueño | 27-25, 25-22, 23-25, 30-28         | Gijón                 |                       |
| 54.ª                  | 2004                  | C.V. Arona Tenerife        | 3 - 0                 | C.D. Numancia Soria      | 17-25, 25-20, 25-19, 19-25, 24-22  | Palma de Mallorca     |                       |
| 55.ª                  | 2005                  | C.V. Son Amar Palma        | 3 - 1                 | C.D. Numancia Soria      | 27-25, 25-16, 15-25, 25-23         | Málaga                |                       |
| 56.ª                  | 2006                  | C.V. Son Amar Palma        | 3 - 0                 | C.V. Almería             | 25-21, 25-20, 25-22                | Almería               |                       |
| 57.ª                  | 2007                  | C.V. Almería               | 3 - 1                 | C.D. Numancia Soria      | 25-18, 21-25, 25-19, 25-20         | Palma de Mallorca     |                       |
| 58.ª                  | 2008                  | C.D. Numancia Soria        | 3 - 2                 | C.V. Almería             | 19-25, 25-19, 21-25, 26-24, 15-12  | Teruel                |                       |
| 59.ª                  | 2009                  | C.V. Almería               | 3 - 0                 | C.V. Teruel              | 25-21, 27-25, 25-12.               | Almería               |                       |
| 60.ª                  | 2010                  | C.V. Almería               | 3 - 1                 | C.V. Zaragoza            | 25-21, 25-19, 33-35, 25-18.        | Zaragoza              | [ 29 ]                |
| 61.ª                  | 2011                  | C.V. Teruel                | 3 - 1                 | C.V. Almería             | 25-19, 23-25, 25-18, 25-23.        | Vecindario            | [ 30 ]                |
| 62.ª                  | 2012                  | C.V. Teruel                | 3 - 0                 | Numancia C. M. A. Soria  | 25-22, 25-22, 25-19.               | Teruel                | [ 31 ]                |
| 63.ª                  | 2013                  | C.V. Teruel                | 3 - 0                 | C.V. Almería             | 29-27, 25-19, 25-23.               | Ibiza                 | [ 31 ]                |
| 64.ª                  | 2014                  | C.V. Almería               | 3 - 0                 | Club Voleibol Ibiza      | 25-20, 25-23, 25-22.               | Guadalajara           | [ 32 ]                |
| 65.ª                  | 2015                  | C.V. Teruel                | 3 - 0                 | C.V. Almería             | 25-20, 25-20, 27-25.               | Teruel                | [ 33 ]                |
| 66.ª                  | 2016                  | C.V. Almería               | 3 - 1                 | C.V. Teruel              | 25-21, 20-25, 25-22, 25-13.        | Cáceres               | [ 34 ]                |
| 67.ª                  | 2017                  | C.V. Palma                 | 3 - 2                 | C.V. Teruel              | 19-25, 25-22, 25-19, 19-25, 22-20. | Leganés               | [ 35 ]                |
| 68.ª                  | 2018                  | C.V. Teruel                | 3 - 0                 | C. V. Almería            | 25-20, 25-20, 25-21                | Soria                 | [ 36 ]                |
| 69.ª                  | 2019                  | C. V. Almería              | 3 - 2                 | C.V. Teruel              | 18-25, 25-14, 20-25, 25-20, 15-10  | Melilla               | [ 37 ]                |
| 70.ª                  | 2020                  | C.V. Teruel                | 3 - 2                 | C. V. Almería            | 26-24, 20-25, 25-20, 20-25, 15-13  | Palma de Mallorca     | [ 38 ]                |
| 71.ª                  | 2021                  | C.V. Guaguas Las Palmas    | 3 - 0                 | C.V. Palma               | 25-20, 25-15, 25-14                | Las Palmas            | [ 39 ]                |
| 72.ª                  | 2022                  | C.V. Melilla               | 3 - 1                 | C. V. Almería            | 25-22, 25-20, 22-25, 25-17         | Las Palmas            | [ 40 ]                |
| 73.ª                  | 2023                  | Río Duero Soria            | 3 - 1                 | Pamesa Teruel Voleibol   | 25-23, 25-16, 23-25, 25-21         | Soria                 | [ 41 ]                |
| 74.ª                  | 2024                  | Club Voleibol Guaguas      | 3 - 0                 | Club Voleibol Almería    | 27-25, 25-17, 25-20                | Leganés               | [ 42 ]                |
| 75.ª                  | 2025                  | Club Voleibol Guaguas      | 3 - 1                 | Conectabalear Manacor    | 25-15, 25-18, 23-25, 25-23         | Zaragoza              | [ 43 ]                |

## Palmarés
| Equipo                           | Títulos | Subcamp. | Años campeonatos                                                       |
| -------------------------------- | ------- | -------- | ---------------------------------------------------------------------- |
| Real Madrid Voleibol *           | 12      | 10       | 1954, 1956, 1960, 1969, 1973, 1976, 1977, 1978, 1979, 1980, 1981, 1983 |
| C.V. Almería                     | 11      | 11       | 1995, 1998, 1999, 2000, 2002, 2007, 2009, 2010, 2014, 2016, 2019       |
| C. V. Teruel                     | 6       | 5        | 2011, 2012, 2013, 2015, 2018, 2020                                     |
| C.V. Calvo Sotelo Gran Canaria * | 6       | 4        | 1989, 1991, 1992, 1993, 1996, 1997                                     |
| Son Amar Palma *                 | 6       | 3        | 1982, 1984, 1986, 1987, 1988, 1990                                     |
| C.D. Hispano Francés *           | 5       | 4        | 1953, 1964, 1966, 1967, 1968                                           |
| Atlético de Madrid Voleibol *    | 5       | 3        | 1970, 1971, 1972, 1974, 1975                                           |
| A.C.D. Bomberos *                | 4       | 3        | 1951, 1955, 1957, 1958                                                 |
| Club Voleibol Guaguas            | 3       | 0        | 2021, 2024, 2025                                                       |
| Numancia CMA Soria *             | 2       | 5        | 2001, 2008                                                             |
| Picadero J.C. *                  | 2       | 2        | 1963, 1965                                                             |
| C.A. Universitario *             | 2       | 0        | 1961, 1962                                                             |
| C.V. Portol                      | 2       | 0        | 2005, 2006                                                             |
| Club Deportivo San José *        | 1       | 2        | 1994                                                                   |
| Club Piratas *                   | 1       | 1        | 1952                                                                   |
| C.D. Hernán *                    | 1       | 1        | 1959                                                                   |
| Sanitas C.V. *                   | 1       | 1        | 1985                                                                   |
| C.V. Can Ventura Palma           | 1       | 1        | 2017                                                                   |
| C.V. Elche                       | 1       | 0        | 2003                                                                   |
| C.V. Arona Tenerife              | 1       | 0        | 2004                                                                   |
| C.V. Melilla                     | 1       | 0        | 2022                                                                   |
| Río Duero Soria                  | 1       | 0        | 2023                                                                   |
| C.V. Salesianos*                 | 0       | 4        |                                                                        |
| Club Voleibol Málaga             | 0       | 4        |                                                                        |
| Sant Cugat                       | 0       | 2        |                                                                        |
| Canoe Madrid *                   | 0       | 1        |                                                                        |
| C.D. Hispano Júnior *            | 0       | 1        |                                                                        |
| Esmena Gijón                     | 0       | 1        |                                                                        |
| Industriales de Madrid *         | 0       | 1        |                                                                        |
| C.V. Cisneros                    | 0       | 1        |                                                                        |
| Club Voleibol Andorra            | 0       | 1        |                                                                        |
| Club Voleibol Zaragoza           | 0       | 1        |                                                                        |
| Club Voleibol Ibiza              | 0       | 1        |                                                                        |
| Club Voleibol Manacor            | 0       | 1        |                                                                        |

*Clubes desaparecidos